# Cazouls-lès-Béziers
Cazouls-lès-Béziers est une commune française située dans le sud-ouest du département de l'Hérault, en région Occitanie.
Exposée à un climat méditerranéen, elle est drainée par l'Orb, le Rieutort, le ruisseau de la Guiraude, le ruisseau de la Prade, le ruisseau de Millau, le ruisseau Rhonel et par divers autres petits cours d'eau. La commune possède un patrimoine naturel remarquable composé de trois zones naturelles d'intérêt écologique, faunistique et floristique.
Cazouls-lès-Béziers est une commune rurale qui compte 5 185 habitants en 2022, après avoir connu une forte hausse de la population depuis 1975. Elle est dans l'unité urbaine de Cazouls-lès-Béziers et fait partie de l'aire d'attraction de Béziers. Ses habitants sont appelés les Cazoulins ou  Cazoulines.

## Géographie

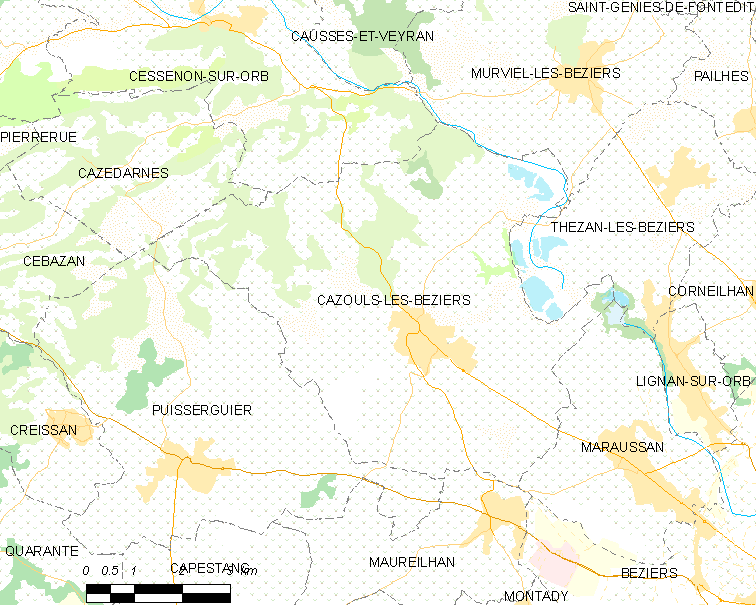
Carte

Cazouls-lès-Béziers se trouve située sur les premiers contreforts du Massif central, au nord de la ville de Béziers et à quelques kilomètres de la mer Méditerranée.
Il est entouré de vignes, qui constituent l'une de ses principales ressources (production de vin), mais également par la garrigue et de nombreux bois de pins.
Il est limité à l'est par l'Orb, fréquenté par les pêcheurs.
Les trois diocèses de Béziers, Narbonne et Saint-Pons-de-Thomières venaient se rejoindre à la limite de son territoire, en un point appelé "Les Trois Tables".

### Communes limitrophes
| Causses-et-Veyran (9.27 / 15,92 km) Cessenon-sur-Orb (7.77 / 9,64 km) Cazedarnes (6.94 / 8,35 km) Saint-Chinian (12.92 / 19,53 km) | Aigues-Vives (16.27 / 26,88 km)  | Murviel-lès-Béziers (6.36 / 8,41 km) Thézan-lès-Béziers (6.50 / 9,01 km) Corneilhan (7.47 / 13,02 km)                         |
| Assignan (17.09 / 24,86 km) | Cazouls-lès-Béziers              | Montblanc (21.50 / 25,86 km)                                                                                                  |
| Creissan (7.35 / 10,57 km) Puisserguier (5.57 / 7,70 km) Capestang (8.54 / 12,61 km) Poilhes (9.65 / 14,22 km)                     | Salles-d'Aude (17.04 / 23,01 km) | Lignan-sur-Orb (5.87 / 9,67 km) Maraussan (4.92 / 5,33 km) Maureilhan (4.23 / 5,28 km) Nissan-lez-Enserune (11.53 / 13,57 km) |

### Climat
Pour des articles plus généraux, voir Climat de l'Occitanie et Climat de l'Hérault.
En 2010, le climat de la commune est de type climat méditerranéen franc, selon une étude s'appuyant sur une série de données couvrant la période 1971-2000. En 2020, Météo-France publie une typologie des climats de la France métropolitaine dans laquelle la commune est exposée à un climat méditerranéen et est dans la région climatique  Provence, Languedoc-Roussillon, caractérisée par une pluviométrie faible en été, un très bon ensoleillement (2 600 h/an), un été chaud (21,5 °C), un air très sec en été, sec en toutes saisons, des vents forts (fréquence de 40 à 50 % de vents > 5 m/s) et peu de brouillards.
Pour la période 1971-2000, la température annuelle moyenne est de 14,6 °C, avec une amplitude thermique annuelle de 15,9 °C. Le cumul annuel moyen de précipitations est de 631 mm, avec 5,6 jours de précipitations en janvier et 2,4 jours en juillet. Pour la période 1991-2020, la température moyenne annuelle observée sur la station météorologique la plus proche, située sur la commune de Murviel-lès-Béziers à 6 km à vol d'oiseau, est de 15,1 °C et le cumul annuel moyen de précipitations est de 663,2 mm,. Pour l'avenir, les paramètres climatiques de la commune estimés pour 2050 selon différents scénarios d'émission de gaz à effet de serre sont consultables sur un site dédié publié par Météo-France en novembre 2022.

### Milieux naturels et biodiversité
L’inventaire des zones naturelles d'intérêt écologique, faunistique et floristique (ZNIEFF) a pour objectif de réaliser une couverture des zones les plus intéressantes sur le plan écologique, essentiellement dans la perspective d’améliorer la connaissance du patrimoine naturel national et de fournir aux différents décideurs un outil d’aide à la prise en compte de l’environnement dans l’aménagement du territoire.
Deux ZNIEFF de type 1 sont recensées sur la commune :
la « plaine de Cazedarnes » (1 340 ha), couvrant 4 communes du département et 
la « vallée de l'Orb » (634 ha), couvrant 8 communes du département
et une ZNIEFF de type 2, : 
les « Vignes du Minervois » (9 972 ha), couvrant 13 communes du département.

Carte des ZNIEFF de type 1 et 2 à Cazouls-lès-Béziers.
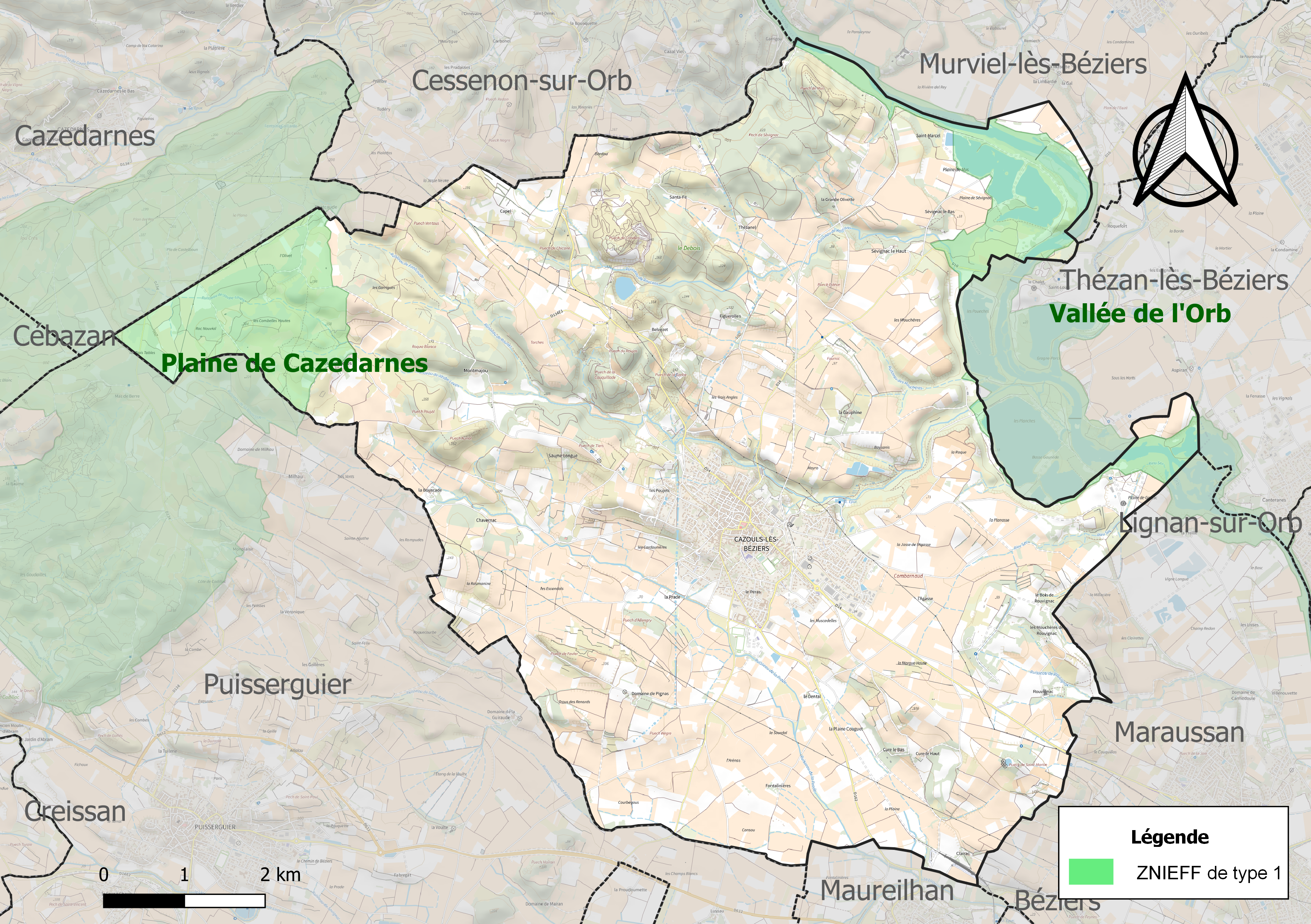
Carte des ZNIEFF de type 1 sur la commune.
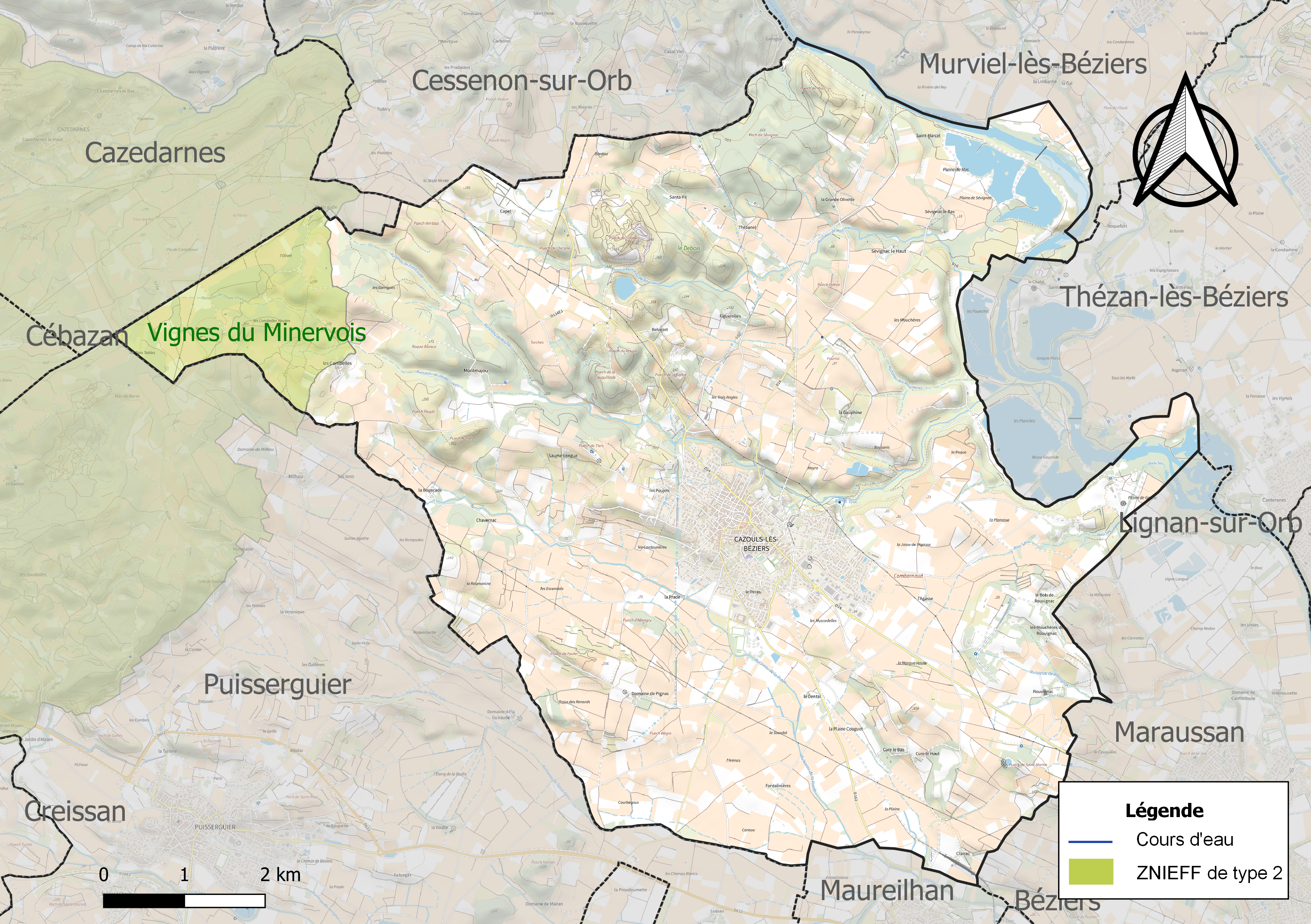
Carte de la ZNIEFF de type 2 sur la commune.

## Urbanisme

### Typologie
Au 1er janvier 2024, Cazouls-lès-Béziers est catégorisée bourg rural, selon la nouvelle grille communale de densité à sept niveaux définie par l'Insee en 2022.
Elle appartient à l'unité urbaine de Cazouls-lès-Béziers, une unité urbaine monocommunale constituant une ville isolée,. Par ailleurs la commune fait partie de l'aire d'attraction de Béziers, dont elle est une commune de la couronne,. Cette aire, qui regroupe 53 communes, est catégorisée dans les aires de 50 000 à moins de 200 000 habitants,.

### Occupation des sols
L'occupation des sols de la commune, telle qu'elle ressort de la base de données européenne d’occupation biophysique des sols Corine Land Cover (CLC), est marquée par l'importance des territoires agricoles (74,5 % en 2018), en diminution par rapport à 1990 (79,7 %). La répartition détaillée en 2018 est la suivante : 
cultures permanentes (59,8 %), milieux à végétation arbustive et/ou herbacée (15,3 %), zones agricoles hétérogènes (14,7 %), zones urbanisées (5,3 %), forêts (2 %), eaux continentales (1,6 %), espaces verts artificialisés, non agricoles (0,8 %), mines, décharges et chantiers (0,4 %). L'évolution de l’occupation des sols de la commune et de ses infrastructures peut être observée sur les différentes représentations cartographiques du territoire : la carte de Cassini (XVIIIe siècle), la carte d'état-major (1820-1866) et les cartes ou photos aériennes de l'IGN pour la période actuelle (1950 à aujourd'hui).

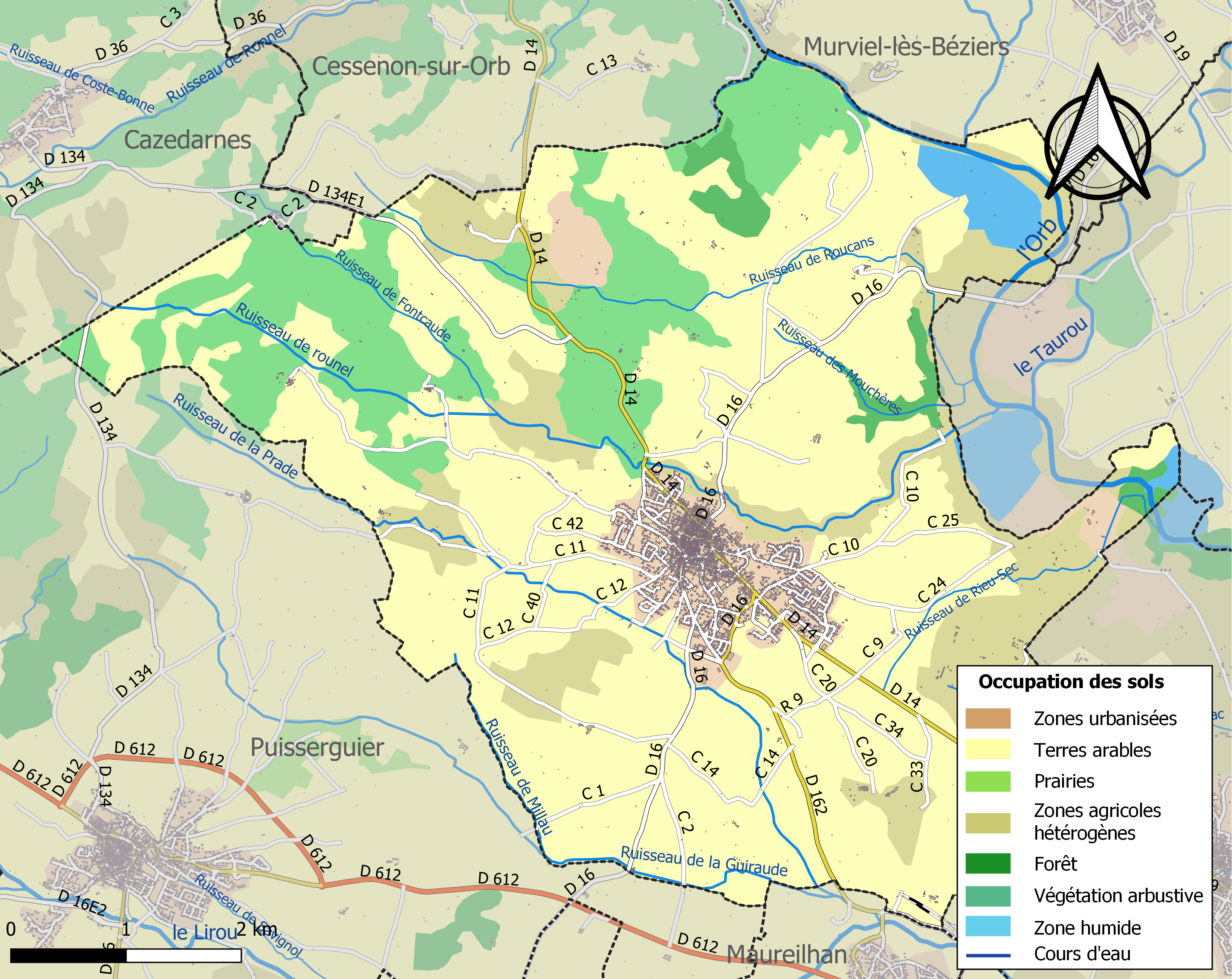
Carte des infrastructures et de l'occupation des sols de la commune en 2018 (CLC).

### Risques majeurs
Le territoire de la commune de Cazouls-lès-Béziers est vulnérable à différents aléas naturels : météorologiques (tempête, orage, neige, grand froid, canicule ou sécheresse), inondations, feux de forêts et séisme (sismicité faible). Il est également exposé à deux risques technologiques, le transport de matières dangereuses et la rupture d'un barrage, et à deux risques particuliers : le risque minier et. Un site publié par le BRGM permet d'évaluer simplement et rapidement les risques d'un bien localisé soit par son adresse soit par le numéro de sa parcelle.

#### Risques naturels
Certaines parties du territoire communal sont susceptibles d’être affectées par le risque d’inondation par débordement de cours d'eau, notamment l'Orb et le Rieutort. La commune a été reconnue en état de catastrophe naturelle au titre des dommages causés par les inondations et coulées de boue survenues en 1982, 1992, 1995, 1996, 2000, 2005, 2016 et 2019,.
Cazouls-lès-Béziers est exposée au risque de feu de forêt. Un plan départemental de protection des forêts contre les incendies (PDPFCI) a été approuvé en juin 2013 et court jusqu'en 2022, où il doit être renouvelé. Les mesures individuelles de prévention contre les incendies sont précisées par deux arrêtés préfectoraux et s’appliquent dans les zones exposées aux incendies de forêt et à moins de 200 mètres de celles-ci. L’arrêté du 25 avril 2002 réglemente l'emploi du feu en interdisant notamment d’apporter du feu, de fumer et de jeter des mégots de cigarette dans les espaces sensibles et sur les voies qui les traversent sous peine de sanctions. L'arrêté du 11 mars 2013 rend le débroussaillement obligatoire, incombant au propriétaire ou ayant droit,.

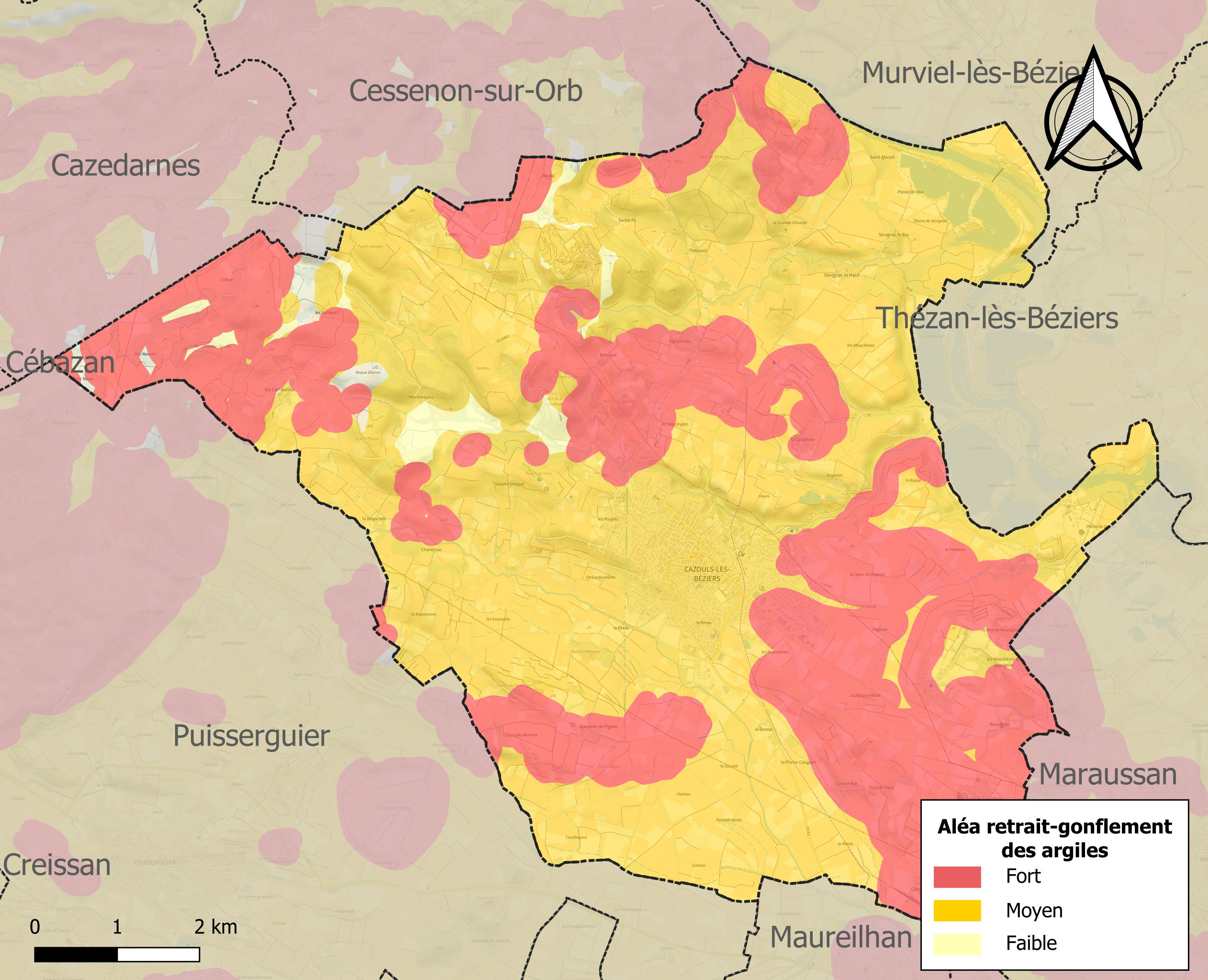
Carte des zones d'aléa retrait-gonflement des sols argileux de Cazouls-lès-Béziers.

Le retrait-gonflement des sols argileux est susceptible d'engendrer des dommages importants aux bâtiments en cas d’alternance de périodes de sécheresse et de pluie. 97,6 % de la superficie communale est en aléa moyen ou fort (59,3 % au niveau départemental et 48,5 % au niveau national). Sur les 2 169 bâtiments dénombrés sur la commune en 2019, 2 168 sont en aléa moyen ou fort, soit 100 %, à comparer aux 85 % au niveau départemental et 54 % au niveau national. Une cartographie de l'exposition du territoire national au retrait gonflement des sols argileux est disponible sur le site du BRGM,.
Par ailleurs, afin de mieux appréhender le risque d’affaissement de terrain, l'inventaire national des cavités souterraines permet de localiser celles situées sur la commune.

#### Risques technologiques
Le risque de transport de matières dangereuses sur la commune est lié à sa traversée par des infrastructures routières ou ferroviaires importantes ou la présence d'une canalisation de transport d'hydrocarbures. Un accident se produisant sur de telles infrastructures est susceptible d’avoir des effets graves sur les biens, les personnes ou l'environnement, selon la nature du matériau transporté. Des dispositions d’urbanisme peuvent être préconisées en conséquence.
La commune est en outre située en aval du Barrage des monts d'Orb, un ouvrage de classe A sur l'Orb, mis en service en 1961 et disposant d'une retenue de 30,6 millions de mètres cubes. À ce titre elle est susceptible d’être touchée par l’onde de submersion consécutive à la rupture de cet ouvrage.

#### Risque particulier
L’étude Scanning de Géodéris réalisée en 2008 a établi pour le département de l’Hérault une identification rapide des zones de risques miniers liés à l’instabilité des terrains. Elle a été complétée en 2015 par une étude approfondie sur les anciennes exploitations minières du bassin houiller de Graissessac et du district polymétallique de Villecelle. La commune est ainsi concernée par le risque minier, principalement lié à l’évolution des cavités souterraines laissées à l’abandon et sans entretien après l’exploitation des mines.

## Toponymie
Le lieu est appelé Castrum de Casulis en 1178 et Cazolz en 1431.
Son nom aurait pour origine le mot latin casulae, dérivant de casa (maison) et Olei (olive), donc signifiant un endroit où se tenait un moulin à huile d'olive. Toutefois, Casulae peut aussi désigner des tombeaux. Cette étymologie demeure toutefois incertaine.
Le toponyme Cazouls est issu du latin casula, « petite cabane, petit bien », au locatif pluriel casulis, signifiant « aux petites cabanes »,,.

## Histoire

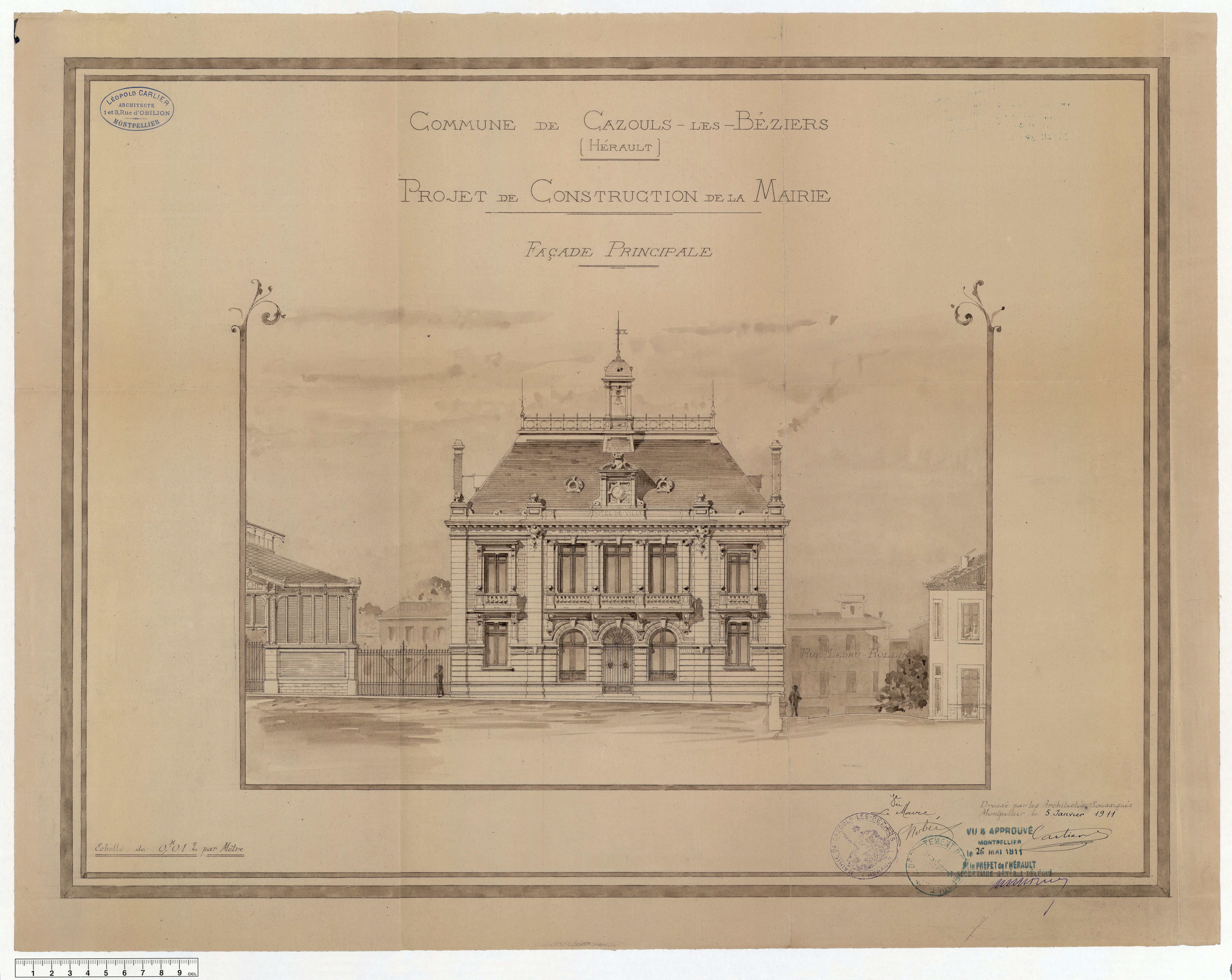
Façade de la mairie en 1911.

Le village  fut fondé au Ier siècle apr. J.-C. par les Romains.
Il est situé dans une zone archéologiquement riche : en effet, dans les terrains avoisinants, on a pu trouver des sarcophages gallo-romains, des bijoux et autres pièces en métal, et des restes d'habitations de la même époque. On connait également, non loin du village, une pierre levée s'apparentant aux  menhirs et deux sites gallo-romains : villas des Muscadelles et des Trois-Tables.
Le village garde également des traces de la période médiévale, où il fut entouré de remparts destinés à le protéger des invasions.
Lors de la Révolution française, les citoyens de la commune se réunissent au sein de la société révolutionnaire, créée dès septembre 1790 et baptisée « société patriotique ».
Des résistants de Cazouls-lès-Béziers membres du Groupe Arnal participèrent aux combats des 22 et 23 août 1944 lors de la libération de Béziers et deux y trouvèrent la mort.

## Politique et administration

### Liste des maires
| Période   | Période   | Identité          | Étiquette | Qualité                                                          |
| --------- | --------- | ----------------- | --------- | ---------------------------------------------------------------- |
| 1944      | 1945      | Gaston Clabel     |           |                                                                  |
| 1945      | 1953      | Raymond Donnadieu | RGR       | Conseiller général du canton de Béziers-2 (1949-1955)            |
| 1953      | 1973      | Aimé Bertrand     |           |                                                                  |
| 1973      | 1983      | Louis Lignon      | PS        |                                                                  |
| 1983      | 1998      | Jacques Maurel    | PS        |                                                                  |
| 1998      | mars 2008 | Michel Bozzarelli | PS        | Conseiller général du canton de Béziers-3 (1998-2011)            |
| mars 2008 | En cours  | Philippe Vidal    | PS        | Cadre, conseiller départemental du canton de Cazouls-lès-Béziers |

## Démographie
Au dernier recensement, la commune comptait 5185 habitants.
| 1793  | 1800  | 1806  | 1821  | 1831  | 1836  | 1841  | 1846  | 1851  |
| ----- | ----- | ----- | ----- | ----- | ----- | ----- | ----- | ----- |
| 1 636 | 1 662 | 1 883 | 1 847 | 2 070 | 2 100 | 2 110 | 2 079 | 2 192 |

| 1856  | 1861  | 1866  | 1872  | 1876  | 1881  | 1886  | 1891  | 1896  |
| ----- | ----- | ----- | ----- | ----- | ----- | ----- | ----- | ----- |
| 2 325 | 2 412 | 2 840 | 2 947 | 3 365 | 3 201 | 3 466 | 3 633 | 3 740 |

| 1901  | 1906  | 1911  | 1921  | 1926  | 1931  | 1936  | 1946  | 1954  |
| ----- | ----- | ----- | ----- | ----- | ----- | ----- | ----- | ----- |
| 4 143 | 3 910 | 3 778 | 3 830 | 3 648 | 3 717 | 3 438 | 3 140 | 3 037 |

| 1962  | 1968  | 1975  | 1982  | 1990  | 1999  | 2004  | 2006  | 2009  |
| ----- | ----- | ----- | ----- | ----- | ----- | ----- | ----- | ----- |
| 3 123 | 3 171 | 3 050 | 3 071 | 3 251 | 3 321 | 3 743 | 3 920 | 4 313 |

| 2014  | 2019  | 2022  | - | - | - | - | - | - |
| ----- | ----- | ----- | - | - | - | - | - | - |
| 4 846 | 5 060 | 5 185 | - | - | - | - | - | - |

## Économie et vie pratique
- Production de vins ;

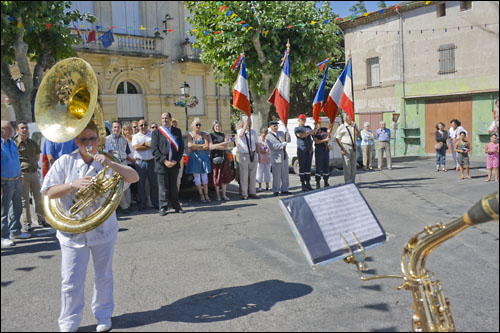
Célebration du 14 juillet à Cazouls-lès-Béziers.

- Tourisme. Grâce à un patrimoine riche, Cazouls-lès-Béziers suscite un intérêt pour les touristes ;
- Plusieurs associations dont sportives (tennis, moto, football, rugby, handball, randonnée, etc.) et caritatives (Les restos du cœur, secours populaire français, secours catholique, Ligue contre le cancer, etc.).

## Transports
Cazouls-lès-Béziers constitue le terminus de la ligne de Colombiers à Cazouls-lès-Béziers des Chemins de fer de l'Hérault, gérée par Hérault Transport.

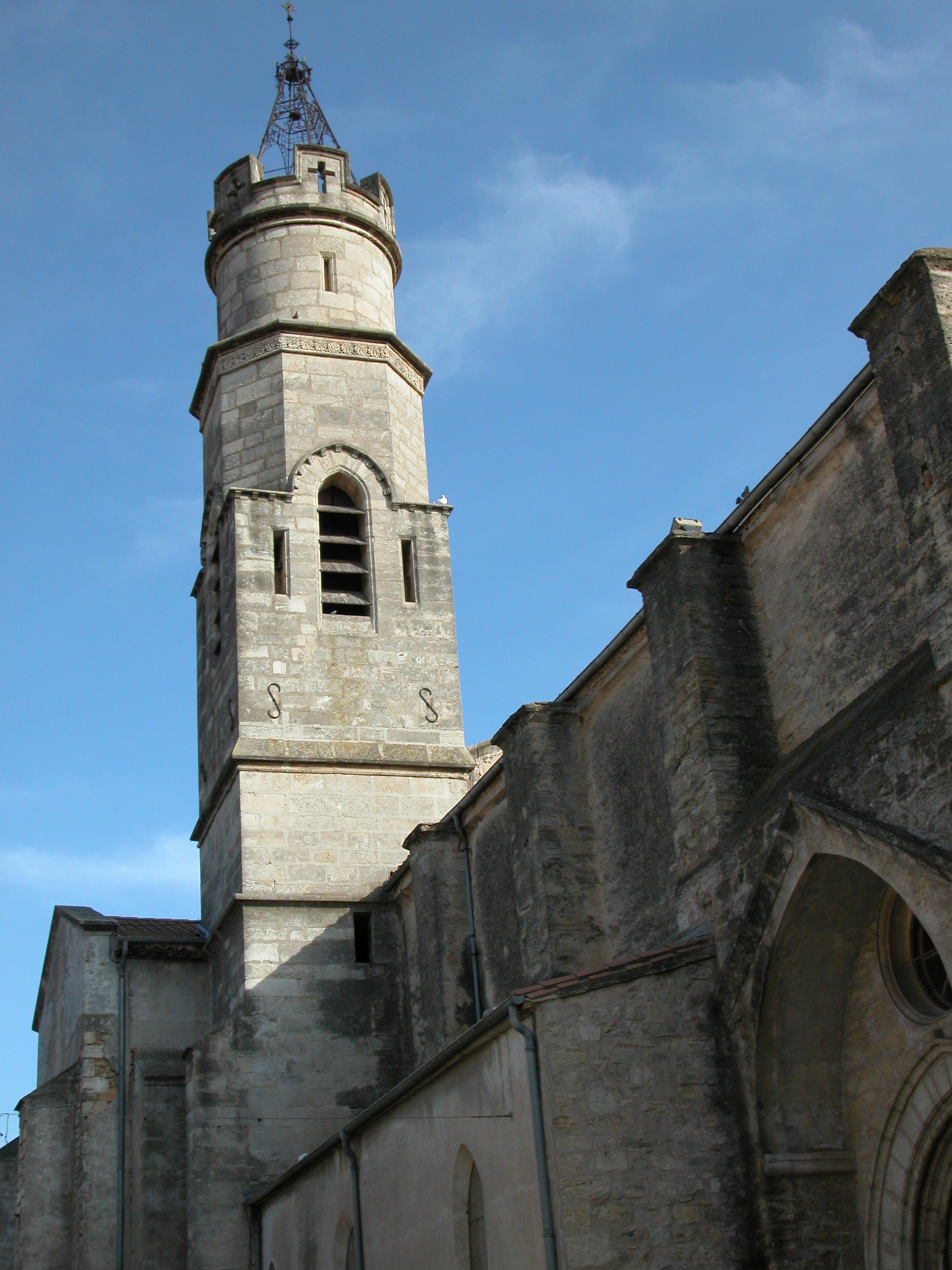
Église Saint-Saturnin

## Sports
- Club de rugby à XV : Les rives d’Orb. Depuis septembre 2009, le club de l’Étoile Sportive Cazouline a fusionné avec les clubs de l’Olympique Cessenonais et l’Association Sportive Maraussannaise[32] ;
- Club de Handball : Handball Cazouls Maraussan[33] ;
- Club de football : L’E.S.C.M.M. Football ou Étoile Sportive Cazouls Maureilhan Maraussan. Il fête ses 50 années d'existence en 2015[34] ;
- Club de Tennis Cazouls Maraussan[35].
- Stade municipal Aimé Bertrand : football et rugby. Baptisé ainsi en hommage à celui qui fut maire de la commune durant 20 ans (1953-1973).

## Culture locale et patrimoine

### Lieux et monuments
- L’église Saint-Saturnin de Cazouls, citée en 993, dont le porche possède une frise classée aux monuments historiques et dont le maître autel, dû à l’orfèvrerie d’Ercuis, date de 1878. Le clocher est pour sa part construit en 1857. Le Portail Nord a été inscrit au titre des monuments historiques en 1972[36].
- Église Saint-Vincent de Savignac. Église wisigothique. Les Vestiges ont été classés au titre des monuments historiques en 1971[37].
- La tour de l’Horloge, dont la cloche date du XVIIe siècle. Elle a servi de mairie jusqu'à la Révolution, puis devient le beffroi en 1723. La cloche datant de 1629 et placée au sommet de la tour servait à prévenir la population en cas d'incendie ou de danger[38] ;
- La chapelle Notre-Dame d'Ayde de Cazouls-lès-Béziers ;
- Le château de Savignac-le-Haut, château situé à proximité du village ;
- Le menhir de Roque-Blanche ;
- Le musée des Émile vignerons au Domaine Castan[39] ;
- Le pont de Cazouls.
- Un monument aux morts.

### Personnalités liées à la commune
- Louis André Alengry, (1786 à Cazouls-lès-Béziers - 1860 à Narbonne, député de 1849 à 1860.
- Jean Cot (1845-1906), député né et mort sur la commune.
- Amédée Borrel, médecin et biologiste français, né et décédé sur la commune ;
- Francis Mas, joueur de rugby à XIII et rugby à XV français, né sur la commune ;
- Yvette Barbaza, chargée de recherche au CNRS ;
- Armand Cazeneuve, dit Cazoul, chanteur de variétés françaises[40] ;
- Teheiura Teahui gère un food-truck sur la commune[41].

### Galerie d'images

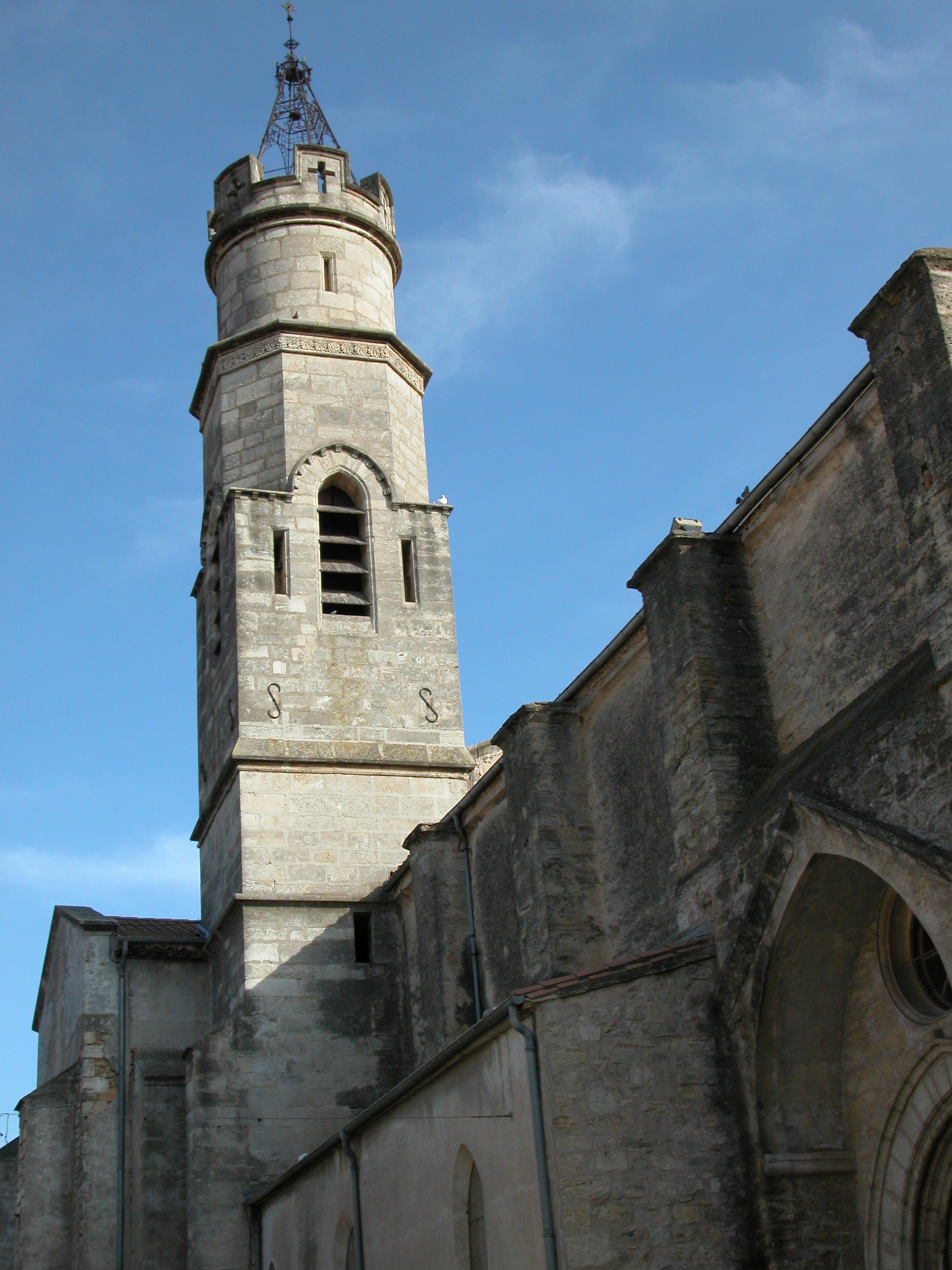
Vue de l'église Saint-Saturnin.
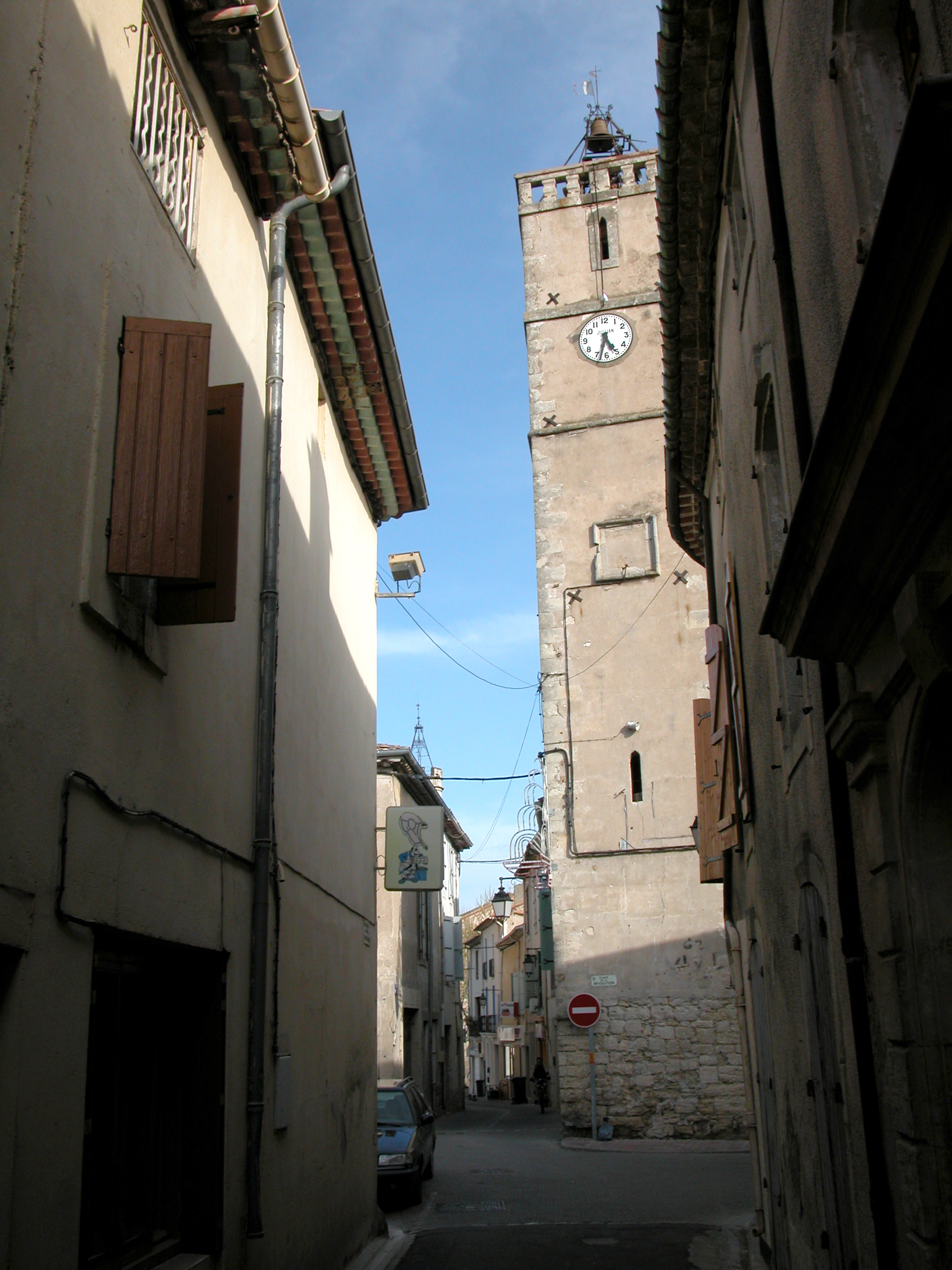
Vue de la Tour de l'Horloge.
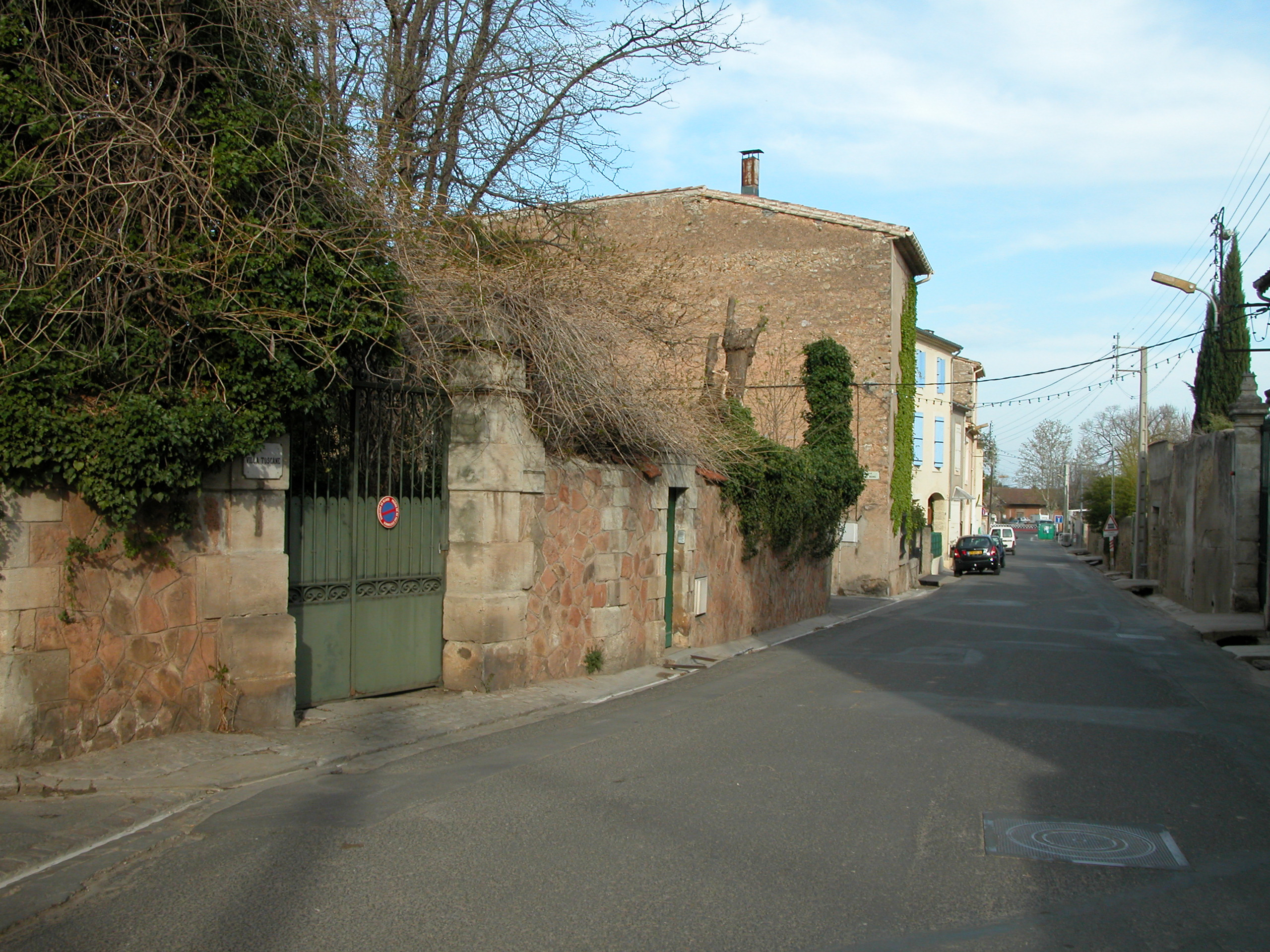
Vue d'une rue du centre-ville.
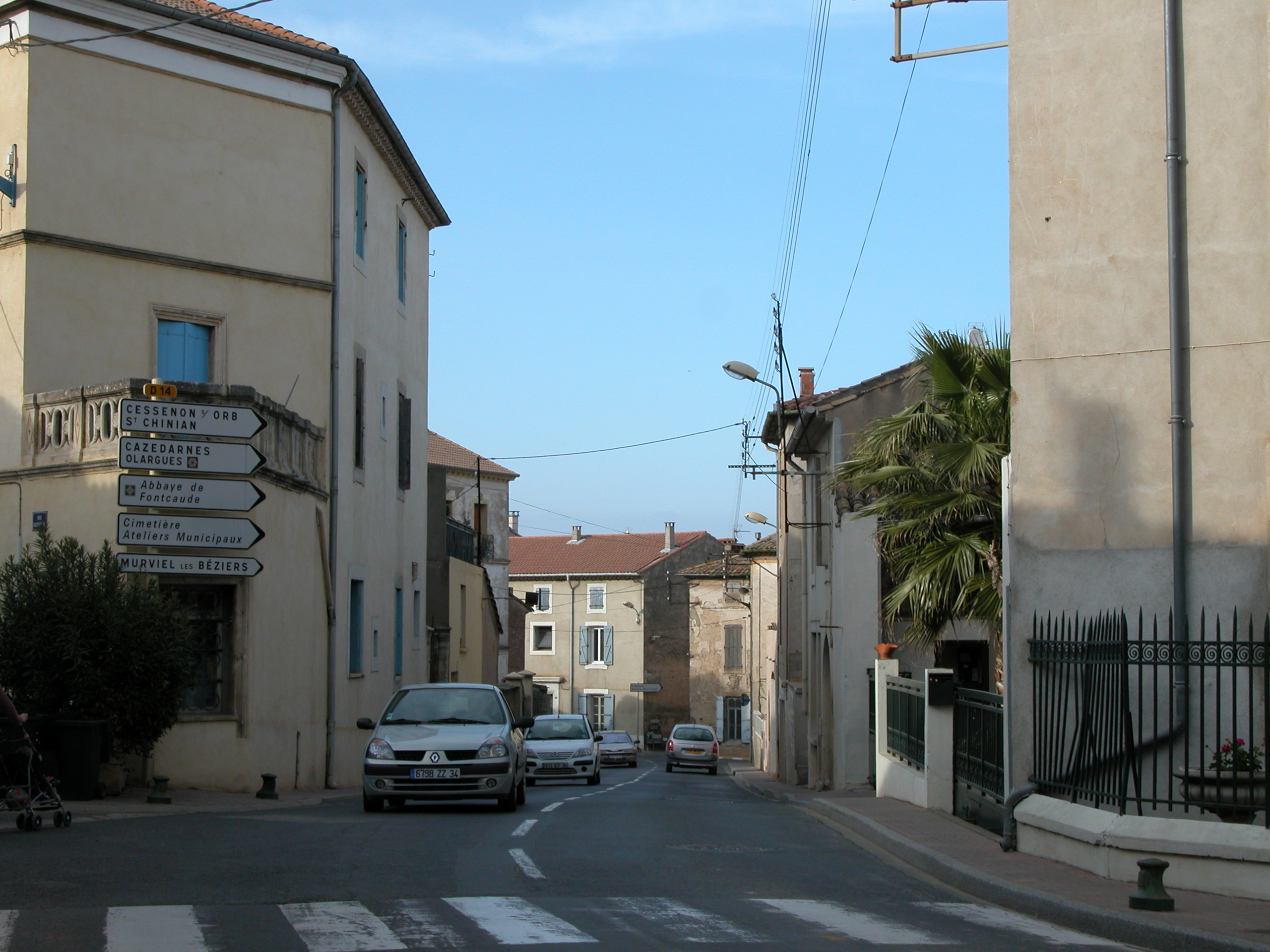
Vue d'une rue du centre-ville.
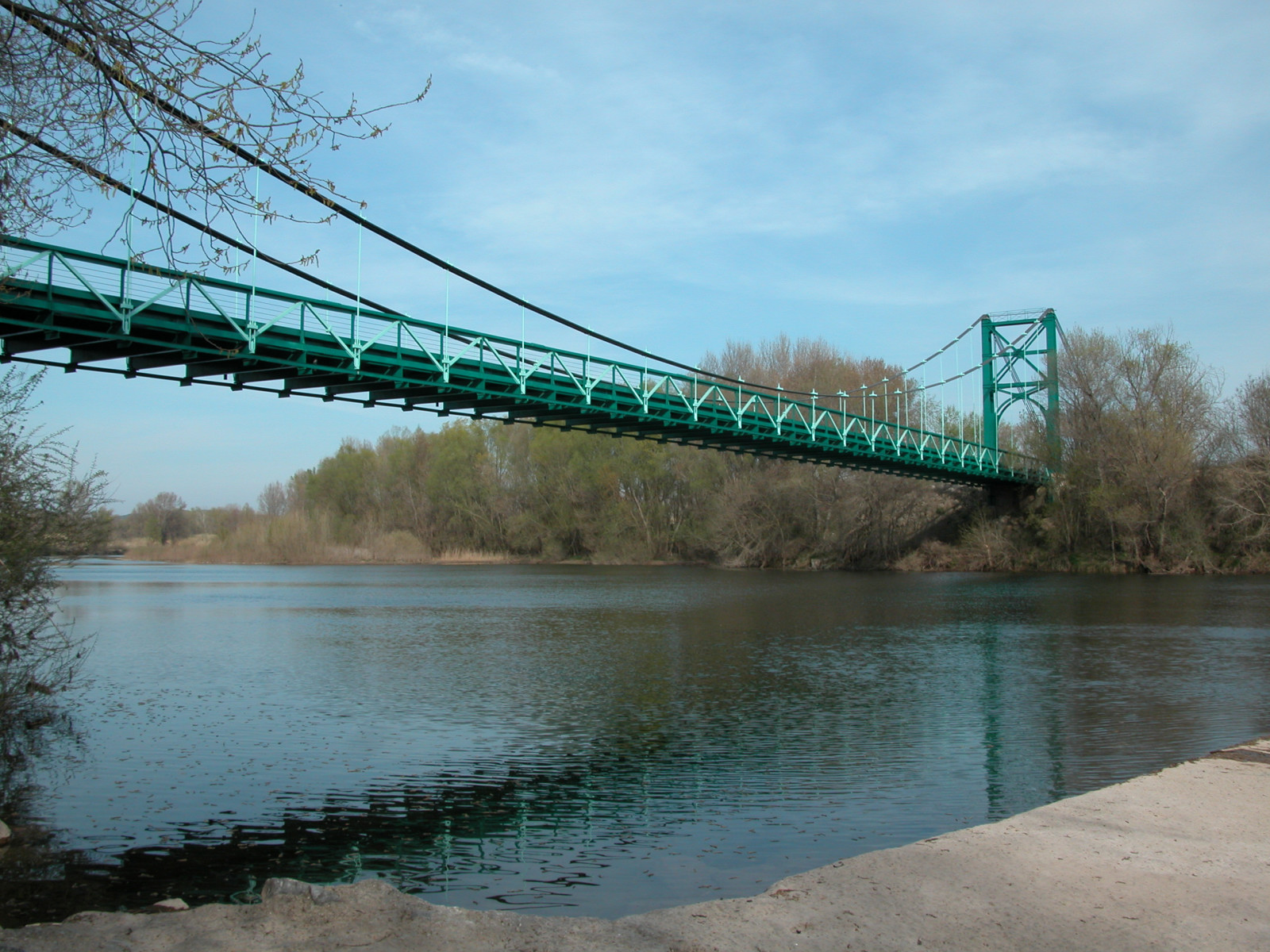
Vue du Pont de Cazouls.
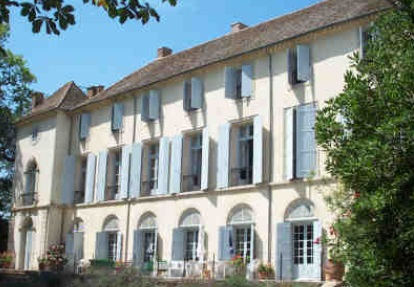
Vue du Château de Rouvignac.
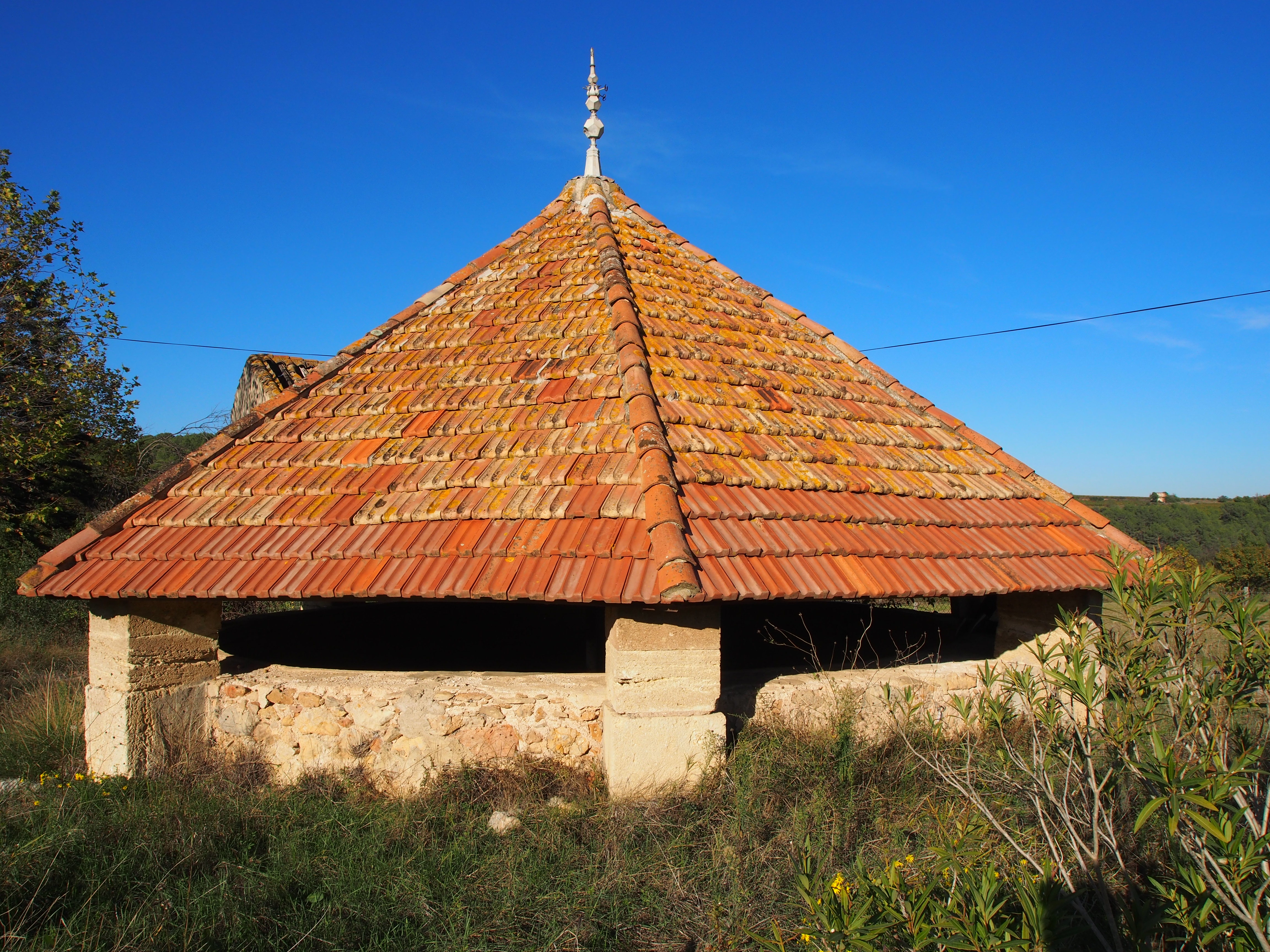
Vue de l'ancienne Fontaine thermale du Montmajou.
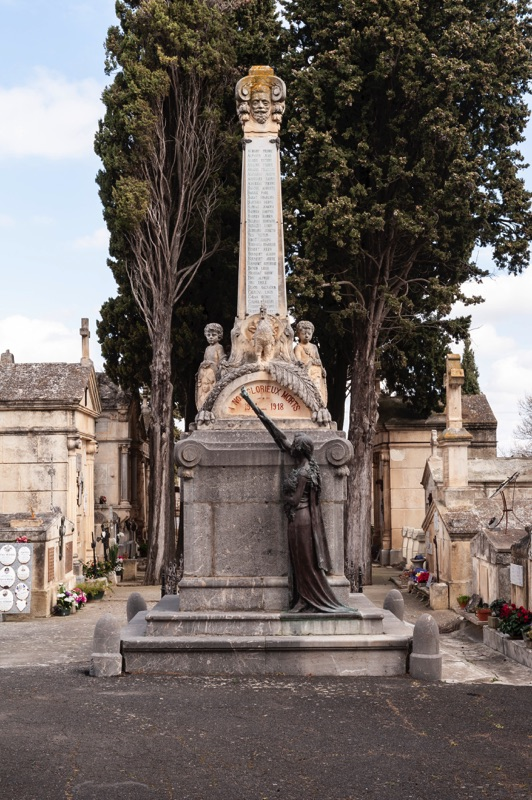
Le monument aux morts.

### Héraldique
|  | Les armoiries de Cazouls-lès-Béziers se blasonnent ainsi : d'or, au sautoir losangé d'argent et de sable. |

### Fonds d'archives
- Fonds : Archives communales de Cazouls-lès-Béziers (1724-1785) [0,15 ml].  Cote : 69 EDT. Montpellier : Archives départementales de l'Hérault (présentation en ligne).